# Comté de Wied-Neuwied
Cet article concerne le comté de Wied-Neuwied. Pour le prince allemand du même nom, voir Maximilian zu Wied-Neuwied.
1698 – 1806
Entités précédentes :
- Comté de Wied

Entités suivantes :
- Duché de Nassau

Le comté de Wied-Neuwied est un comté immédiat du Saint-Empire. Créé en 1698, au profit de la ligne cadette de la Maison de Wied, il est élevé au rang de principauté en 1784-1785 mais est médiatisé en 1806 au profit du duché de Nassau ; en 1866, le territoire du comté est annexé à la Prusse, comme la totalité du duché de Nassau, conformément aux dispositions de la paix de Prague.

## Comtes de Wied-Neuwied (1698–1784)
- Frédéric Guillaume, 1698–1737
- Jean-Frédéric-Alexandre, 1737–1784

## Princes de Wied-Neuwied (1784–1806)
- Jean-Frédéric-Alexandre, 1784–1791
- Frédéric Charles, 1791–1802
- Jean Auguste Charles, 1802–1806